# Sierra del Cabral
La Serra do Cabral es un macizo montañoso aislado y situado en el centro-norte del estado brasilero de Minas Gerais. En sus colinas se creó el Parque Estatal Serra do Cabral. Abarca los municipios de Várzea da Palma, Buenópolis, Joaquim Felício, Augusto de Lima, Lassance y Francisco Dumont, además de aldeas y haciendas que se ubican en sus alrededores.

## Geografía
La sierra tiene gran cantidad de nacimientos de arroyos, la fauna y flora son propias de campos rocosos, con algunas especies endémicas, muchas de las cuales aún no están catalogadas. Muchos arroyos que nacen en esta sierra desembocan en afluentes del Río das Velhas o del río Jequitaí, más al norte, ambos afluentes del río São Francisco. Tiene formaciones cársticas (cuevas y lapinhas), dada la razonable cantidad de piedra caliza de la región.
En la Serra del Cabral vivieron indígenas nómadas hasta hace aproximadamente 350 años, lo que caracteriza la importancia arqueológica e histórica de la región.
La sierra sirve de punto de referencia entre los viajeros de la época colonial y de todo el siglo XX, y también a través de la literatura. Algunas obras del escritor minero João Guimarães Rosa están ambientadas en la región norte del estado, donde se ubica la sierra de Cabral y sus características naturales que le confieren singularidad regional.
También es relevante la riqueza mineral de esta formación geológica. El poblamiento de sus alrededores se debe, entre otros motivos, al descubrimiento de diamantes en la región.